# Klederdracht van Volendam

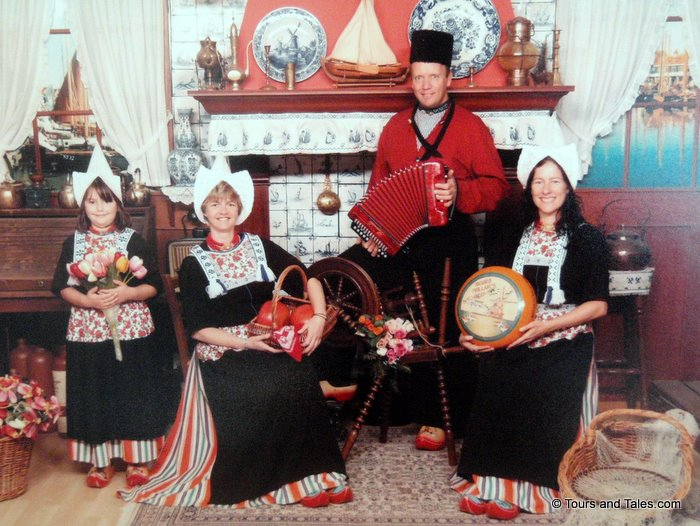
Toeristen uitgedost in de Volendamse klederdracht voor bruiloften, 2011

De klederdracht van Volendam is de streekdracht die vanouds in Volendam gedragen wordt. Het meest opvallend is het witte kanten mutsje van de vrouwen, de hul, dat internationaal bekend is geworden via de reclamefiguur Frau Antje.
Deze typische klederdracht kwam in de jaren tachtig van de 20e eeuw vrijwel niet meer voor. In de 21e eeuw zijn de kostuums vooral populair onder toeristen die een bezoek brengen aan Volendam.

## Geschiedenis
Historische bronnen over de klederdracht in Volendam gaan terug tot de 18e eeuw. In nog oudere beschrijvingen wordt er weinig over gerept, waarschijnlijk omdat de dracht in Volendam niet verschilde van die in andere plaatsen in Noord-Holland.

## Mannen

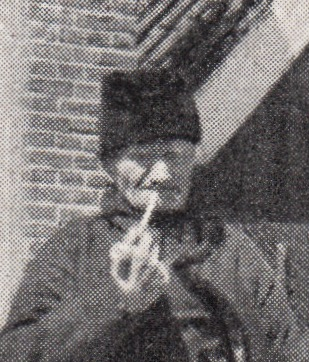
Pijprokende man met ruige mussie en krawats.

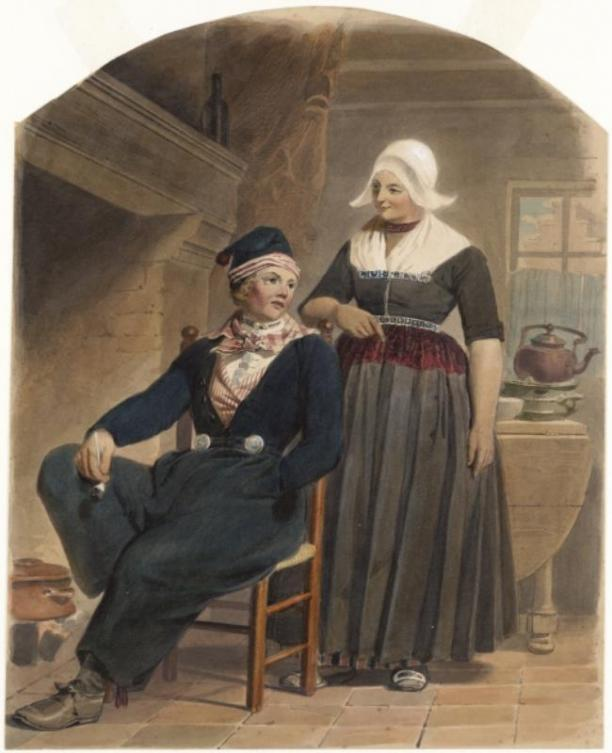
Man en vrouw in de dracht van Volendam omstreeks 1850. Aquarel

De bovenkleding van de mannen is voornamelijk zwart. De broeken hebben een model dat afstamt van de broeken van zeelieden uit de 17e eeuw. De broeken hebben een voorklep die vastgemaakt wordt met twee grote zilveren klepknopen, vaak met een afbeelding van een ruiter. Achter in de band van de broek zit een groen koordje. De kleur daarvan komt terug in de muts die 's winters gedragen wordt.
Op het bovenlichaam dragen de mannen een wit hemd van linnen, dat aan de bovenkant een geborduurde boord heeft. Vanouds was het een volledig wit hemd, later resteerde slechts een befje met de geborduurde boord. Het borduurwerk is gemaakt met zwarte kruissteken. Het boordje heeft twee gouden knopen om het te sluitend. Over dat hemd of befje dragen mannen een rood/wit gestreepte baai, een mouwloos hesje met twee rijen knopen van been. Over de baai dragen de mannen een nauw zwart jasje, blempie of blempt genoemd, dat eerder blauw was. Deze dialectwoorden zijn een samentrekking van blauw en hempie.
In de winter wordt nog een dikke zwarte jas gedragen, die aan de hals is afgewerkt met een blauw fluwelen band, katje' genoemd. Bij de jas dragen de mannen een krawats, een zwarte sjaal. De voering van de jas is diepblauw. 's Zomers zijn de mannen blootshoofds of dragen zij een platte zwarte pet. 's Winters dragen sommigen een muts met een rand van zwart bont, die het ruige muissie genoemd wordt. Deze muts wordt met drie groene lintjes dichtgestrikt. In de rouw zijn deze strikken zwart. De muts is vrijwel gelijk aan de karpoets van de Urker vissers.
Vanuit het eiland Marken wordt over de Volendammers gesproken over langbroeken. De wijde zwarte broeken van de Volendammer mannen zijn dan ook lang, tot aan de voet, terwijl de mannen volgens de Marker klederdracht broeken tot bovenaan de kuit dragen.
De dracht wordt op zondag aangevuld met een zilveren knoop met ketting die op het blempie wordt gedragen, en met een zwart zijden das. Op de andere schouder zit een loze eivormige knoop. De ketting en die knoop zijn een overblijfsel van de sluiting van de blempt, die verdwenen is. Oorspronkelijk was die zogenoemde blempiesknoop hol en kon die geopend worden, om er kruiden in te stoppen.
Als schoeisel draagt de man door de week klompen, op zondag lage pantoffelschoenen met een zilveren gesp.

## Vrouwen

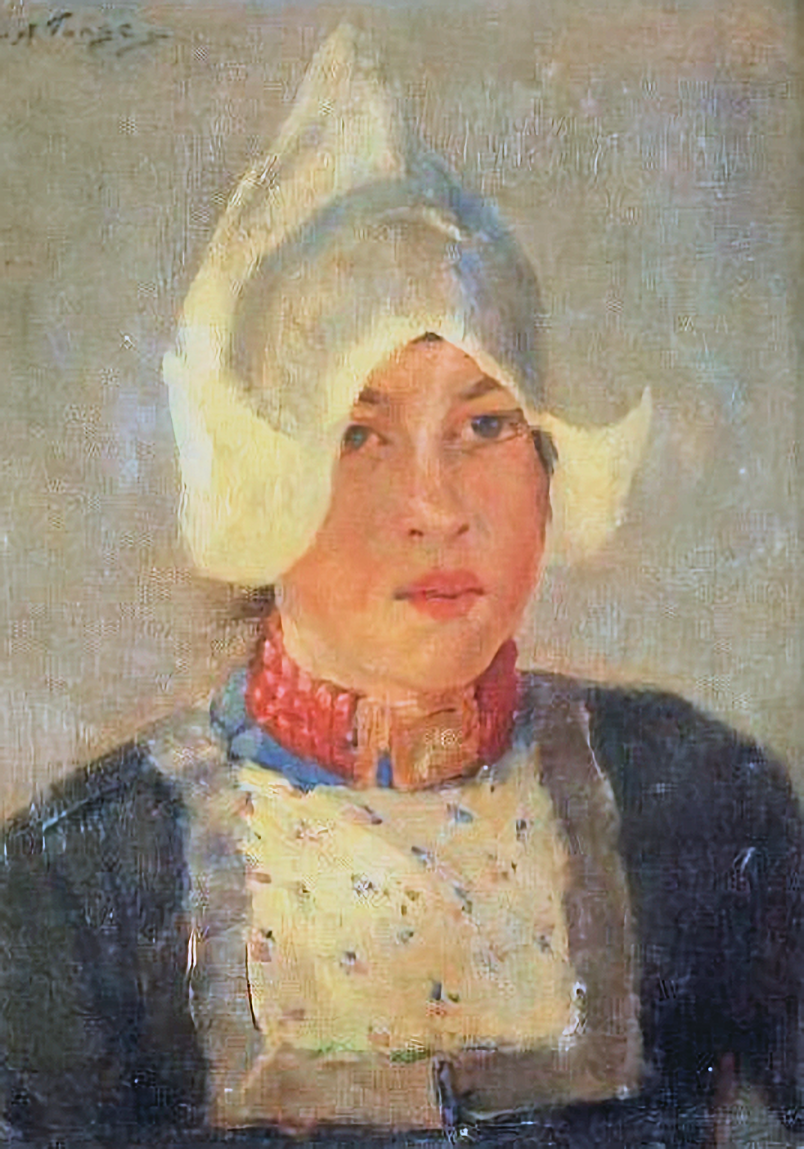
Portret van Hille Butter door Lammert van der Tonge in Volendamse dracht. Zij draagt hier een kletje.

De dagelijkse dracht van vrouwen is erg eenvoudig. Vrouwen dragen een zwarte rok, met daarboven een schort in de kleuren wit, blauw, oranje of bruin. Tijdens het werk wordt een gestreept of geruit schort gedragen. Aan de bovenkant van het schort bevindt zich een strook borduurwerk, veelal machinaal gemaakt. Boven de onderkleding dragen verschillende de vrouwen sinds ca. 1925 een zwart katoenen jak, bedrukt met kleine bruine en witte motiefjes. Om een goede pasvorm te verkrijgen wordt het jak boven en onder de borsten samengeplooid. Bij het maken van de plooitjes wordt rekening gehouden met het motief. De mouwen van de jakjes zijn gevoerd met stof van oude schorten. Als de mouwen omgevouwen worden, worden deze kleuren zichtbaar.
In de periode daarvoor droegen alle vrouwen een zwart kletje, later bleven slechts enkelen nog dagelijks gebruiken. Het woord kletje is afkomstig van colette, het Franse woord voor kraag. Het kletje heeft een vierkante hals, afgezet met langettenband, een brede witte band met ingeweven zwart patroon. Het kletje gaat dicht met elf haken en oogjes, die worden verborgen achter een blauw koord.
's Winters dragen vrouwen in elk geval een jakje of kletje, maar daarbij ook een kort smal dasje om de hals. Dat dasje is veelal blauw/wit van kleur, met kwasten aan de uiteinden. Ook dragen zij 's winters een grote donkere omslagdoek om de schouders, met donkere strepen in blauw of bruin.

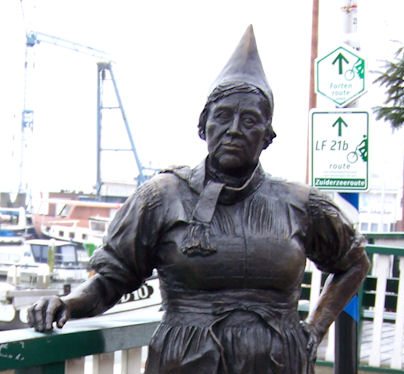
Detail van een beeld van Jans van Baarssen van een vrouw met gerimpeld jakje met omgeslagen mouwen, de puntmuts en het dasje om de nek.

Volgens de traditie dragen vrouwen een bloedkoralen halsketting, met drie strengen, zo groot mogelijke, kralen. Aan de voorzijde zit een groot, rechthoekig, gouden slot. Op de hoeken van het slot staan engeltjes, en in het midden is achter een venster een afbeelding te zien van meestal een schip. Ook bevindt zich in het midden van het slot soms een haarlok op een afbeelding van een graf.
Traditioneel draagt een vrouw spitse gelakte muiltjes.
- Bioscoopjournaal uit 1930. Verschillende Volendamse dames in klederdracht die de was doen.
- Bioscoopjournaal uit 1929. Een groep jongens en meisjes in Volendamse klederdracht maakt een vlucht in een Fokker F.VII van de KLM vanaf vliegveld Schiphol. Ook beelden van in het vliegtuig en vanuit de lucht.
- Bioscoopjournaal uit september 1939. Een instructieles over het aanleggen van verband voor een klas Volendamse dames in klederdracht.

### Bruiloftskleding
Tijdens bruiloftsfeesten dragen de vrouwen kleuriger kleding. De rok is veelkleurig gestreept en wordt gedragen door de bruid en alle getrouwde vrouwelijke familieleden. Deze rok wordt ook gedragen bij priesterfeesten. In de klederdracht van Volendam uitgedoste poppen dragen over het algemeen deze bruidskleding.
Over de kleurige rok wordt een zwart wollen schort gedragen, aan de bovenzijde versierd met een kleurig bovenstuk, het stikkie. Het schort wordt dichtgedaan met een strik van langettenband.
Onder de hals draagt de vrouw een vierkante kraplap, in hetzelfde dessin als het stikkie. Het is een veelal met bloemen bedrukte vierkante lap die onder de hals wordt gespeld. Aan de bovenzijde is de kraplap afgezet met een lichtblauw bandje. In de rouw is het bandje zwart. Dan zijn ook de bloemen van het stikkie en de kraplap in stemmiger kleuren uitgevoerd. De vrouw draagt bovendien een zwart kletje in plaats van het dagelijkse katoenen jakje.

### Zondag

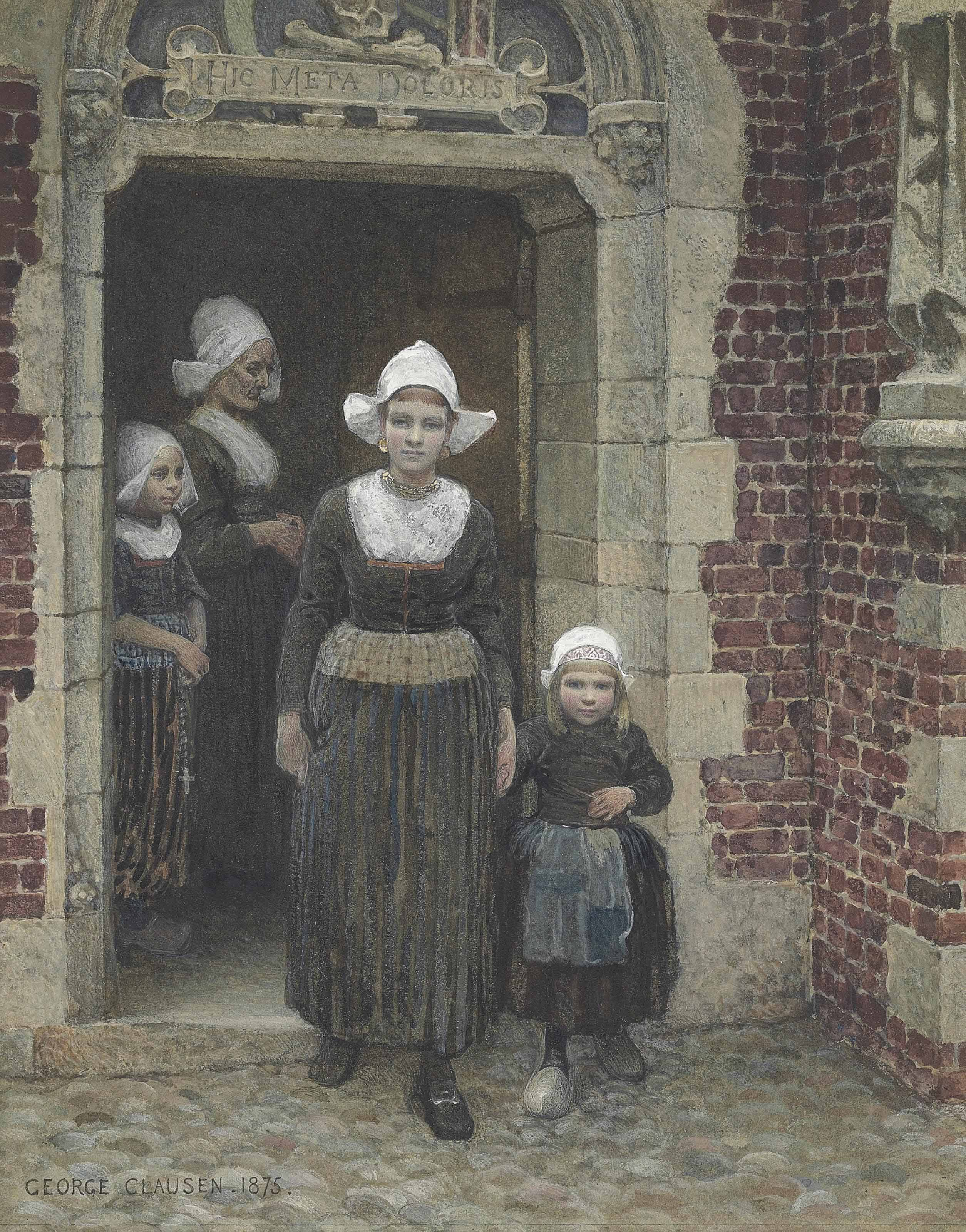
Zondagse dracht

De dracht op de zondag lijkt op die van een bruiloft, maar de rok is dan niet kleurig, maar eenvoudiger gestreept in de kleuren grijs, zwart en blauw. Omdat deze stof schaars is, mag ook een rok van zwarte plooien gedragen worden. Op zondag wordt ook een halsdoek gedragen, een witte tulen stof, in een driehoek gevouwen met een punt op de rug, de andere punten worden in het kletje gestoken.

### Muts of hul

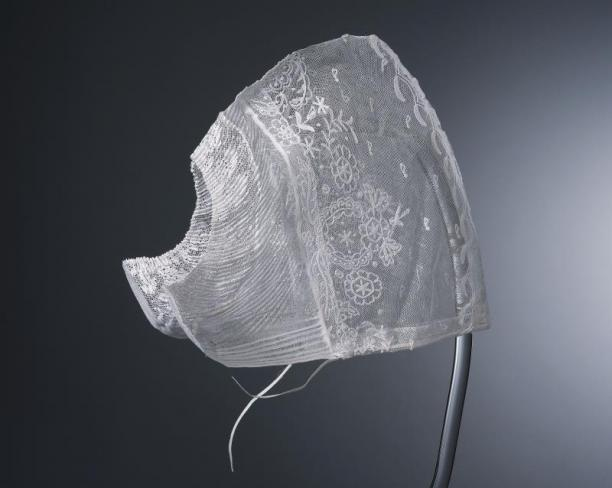
Volendamse hul van vóór 1940.

De muts die hul genoemd wordt, is van tule en wit kant. De tule wordt met wit boorduurwerk versierd. Een strook kant wordt aan de voorzijde bevestigd. Oorspronkelijk werd echte Vlaamse kloskant gebruikt, maar later ook machinale kant. Onder de muts wordt soms een zwarte ondermuts gedragen, net als de hul met een punt. Het is bewerkelijk om de hul, met name de plooien aan de voorkant, in de vorm te strijken. De hul wordt tegenwoordig alleen op zon- en feestdagen en huwelijken gedragen, maar behoorde begin 20e eeuw tot de dagelijks dracht. De hul wordt in de vorm gestevend in een blik bewaard.
De zwarte gepunte ondermuts is de dagelijkse dracht. Maar die wordt 's winters ook wel gedragen, zonder de witte hul.

### Rouw
Tijdens de rouw wordt de rijk versierde hul gewoon gedragen. In plaats van een bloedkoralen ketting draagt de vrouw echter een ketting met zwarte kralen en mogelijk een kleiner slot. De rok blijft blauw, net zoals in de dagelijkse dracht. De kraplap is in wat donkerder kleuren uitgevoerd.